# Katapult (kniha)
 Katapult je novela českého prozaika Vladimíra Párala s podtitulem Jízdní řád železničních, lodních a leteckých drah do ráje', která tvoří třetí díl jeho „černé pentalogie“. Poprvé byla vydána roku 1967 nakladatelstvím Mladá fronta. Děj je zasazen do Československa 60. let 20. století, kdy hlavní představitel hledá únik z manželského stereotypu vícečetnou nevěrou. Kromě svého rodinného života s vlastní manželkou a dcerkou začne žít dalších sedm paralelních životů s mladými ženami různých osudů a povah. Když si konečně uvědomí, že to nejdůležitější je pro něj vlastní rodina, ke které se rozhodne vrátit, umírá předčasnou smrtí.
Páral má velice osobitý autorský styl, který je přítomen i v jiných jeho prózách. Typická je pro něj precizní práce s kompozicí, zejména co se týká opakování stejných motivů. Zároveň používá hutná neslovesná vyjádření a administrativní obraty v kontrastu s hovorovostí. U postav se často setkáváme s vnitřními monology, ve kterých Páral využívá metody proudu vědomí. Podle Josefa Hetycha Páral v této novele představuje svůj pohled na svět plný zmechanizovaných mezilidských vztahů a předstíraného pracovního úsilí, což vede k degradaci hodnot intimního života a následnému rozpadu hodnotových struktur celkově.
Kniha je rozdělena do tří částí — První poločas, Druhý poločas, Nastavený čas —, z nichž každá je dále členěna do jednotlivých kapitol. Narážky na „katapult“ se v textu objevují vícekrát, převážně je tímto slovem míněna snaha Jacka opustit svou rodinu.

## Děj
Mladý inženýr chemie, Jaromír „Jacek“ Jošt, žije v Ústí nad Labem se svou manželkou Lenkou a dcerou Leničkou. Je zaměstnán ve fiktivní chemičce Kotex a často vyráží vlakem na pracovní cesty do Brna. Při jedné takové jízdě se seznámí s Naďou Houskovou, mladou pohlednou ženou z Děčína, u níž stráví několik následujících dní a manželce se pak vymluví na neodkladné záležitosti v Brně. Ačkoli se Jošt vnitřně ubezpečuje o neutuchající lásce ke své ženě i dcerce, udržuje i nadále poměr s Naďou a začíná si uvědomovat stereotypnost svého života svazovaného manželstvím.
Zatouží po změně. V horách si najde podnájem v malém domku, jemuž přezdívá „azyl“ a kam občas utíká od rodiny. Navíc si podá seznamovací inzerát do novin, v němž zalže, že je rozvedený. Na tento inzerát se ozve přes sto žen různého věku, postavení, vzdělání i zájmů a Jacek si z nich vybere šest na vlakové trase z Ústí nad Labem do Brna, s nimiž naváže bližší vztah. (Pro přehlednost jsou vpravo na mapě vykresleny všechny zmíněné lokace.) Kromě Lenky a Nadi tak pravidelně vlakem dojíždí do horské chaty na Komáří vížce k překrásné Tině Vlachové, která si vydělává současně jako servírka a prostitutka; do Prahy za Annou Bromovou, inženýrkou pracující jako náměstkyně ředitele VÚGMT; do Pardubic za Haničkou Kohoutkovou, neposkvrněnou dobrosrdečnou učitelkou; do České Třebové za Lídou Adalskou, vdovou žijící spolu s malou dcerkou a synkem v hájovně; do Svitav za Táničkou Rambouskovou, mladičkou mzdovou účetní, jež ráda píše básně a chce se ze Svitav dostat pryč; a konečně do Brna za Mojmírou Stratilovou, překladatelkou žijící od výplaty k výplatě.
Každá z těchto žen se do Jacka zamiluje, každá s ním chce založit rodinu a několik z nich mu najde práci. Jacek tak současně začíná čím dál víc odbývat svoji práci v chemičce, což přeroste až v otevřenou sabotáž vlastního místa. Spolupracovníci i vedení podniku však na Jacka nedají dopustit a tak místo očekávaného vyhazovu dostává Jacek čím dál víc volné ruce. Ač překvapen tímto vývojem, využívá své volnosti Jacek k dlouhým pracovním cestám do Brna, které ve skutečnosti vedou k jeho milenkám. Ty o sobě navzájem ani o jeho rodině nemají tušení. Jacek  se nakonec rozhodne sabotovat i své manželství. Manželce nedává odměřenou část výplaty, opíjí se na její útraty a pokouší se jí dokonce dohodit souseda Městka. Situace dojde až tak daleko, že bez jejího vědomí podá Jacek jejím jménem inzerát na seznamku. Odpoví větší počet mužů a nakonec se jeden z nich, muž trpasličího vzrůstu jménem Tomáš Roll, s přímou Joštovou asistencí sblíží s členy rodiny. Kvůli dobrosrdečnosti manželky Lenky však všechny Jackovy provokace vycházejí naprázdno.
Jackovi začne čím dál rychlejší tempo osmi paralelních životů přerůstat přes hlavu a začíná si čím dál víc uvědomovat, že svojí ženu i dcerku skutečně miluje. Každé ze svých milenek se rozhodne napsat stručný dopis, v němž se přiznává ke lži, viz příslušnou ukázku níže. Jeho velmi časté a dlouhé pobyty mimo domov však mezitím tichou a pokornou Lenku dovedou k tomu, že se sblíží se sousedem Troštem, otcem malého dítěte, jehož nedávno opustila žena. Jacek si kvůli nástupu do nové práce koupí letenku z Prahy do Brna. Během letu se s konečnou platností rozhodne vrátit ke své rodině. Před přistáním předčasně opustí své sedadlo, aby si stihl koupit letenku na zpáteční let domů. Při přistání s sebou ale letadlo cukne, Jacek je katapultován uličkou a v důsledku nárazu zemře.

## Ukázky
Jacek je často mimo domov nejprve kvůli služebním cestám a později především kvůli svému záletnictví. Tátova nepřítomnost doléhá na jeho malou dcerku Leničku, která se vždy na návrat tatínka ze služební cesty těší. Relativně často se tak opakuje následující ranní scéna:
„Pijede dneska táta?“ „Ale už přece přijel večer… Tak šup do kalhotek!“ „Táta dá kalhotky!“ „Psst – táta ještě spinká a nesmíme…“ „Ci vidět tátu! –“ A Jacek lezl z postele, miláčkové moji, a natahoval Leničce punčochové kalhotky, hrála si a mazlila se, koketovala, ukázala pupík a zas táá‑ko‑véhle pusinky, nic se tak nelíbá jako tahle moje maličká, „Táto, poď se mnou do škojky!“ „Tatínek musí ještě spinkat!“, ještě padesát minut a podruhé se probudit do hrůzy opouštění.
Katapult, str. 93
Vysílený Jacek dojde k poznání, že nejdražší je mu jeho manželka s dcerkou, a rozhodne se skoncovat se svými alternativními vztahy. Připraví šest dopisů, které hodlá rozeslat všem svým známostem, Tině na Komáří vížku chce raději zatelefonovat. Text dopisů je velmi stručný:
[…]
Vážená, už nemohu déle lhát. Zatajil jsem Vám, že jsem dávno ženat, mám dobrou ženu a krásnou chytrou holčičku. Neopustím je. Zapomeňte na mě a pokuste se odpustit. – v šesti vyhotoveních, sedmou Tinu telefonicky, objednat pilný hovor s Komáří vížkou, a než to přijde, naklepat šest obálek, Vážená Naděžda Housková, Vážená ing. Anna Bromová, Vážená Hanička Kohoutková, Vážená Lída Adalská, Vážená Tánička Rambousková, Vážená dr. Mojmíra Stratilová a zalepit šest dopisů a je po vtákách, Mr. Hitchcock, a po šaškárně, trpajzlíku, odpálili jsme všecky rakety a zítra – podám to expres – to zahřmí od Brna až k Děčínu, v Ústí jen malý pšouk […]
Katapult, str. 180
Jacek se tak dlouho snaží, aby ho žena opustila, až je nemile překvapen, když k tomu konečně dojde. V době téměř neustálé Jackovy nepřítomnosti si jeho žena Lenka našla cestu k sousedovi Troštovi. Jacka to zdrtí:
„Pojď dovnitř,“ zavolala Lenka na balkón pozdě večer, „už odešel.“ Jacek složil matrace opičí dráhy zpátky na pohovku a ztěžka se na ni posadil, až pozdě v noci přišla Lenka za ním do pokoje ve své modrošedé zástěře a Jacek před ní klesl na kolena. „Já vím, Jacku,“ šeptala Lenka, „ty už nejsi doma spokojen a bojíš se to přiznat – ale takhle to už nejde dál. Nevyháním tě, ale snad by bylo pro všechny lepší, kdybys odešel sám.“
Katapult, str. 199–200

## Filmová adaptace
Katapult byl zfilmován v roce 1983 v režii Jaromila Jireše. Scénář k tomuto filmu napsal sám Vladimír Páral. Ve filmu hrají například Jiří Bartoška, Kateřina Macháčková, Jiřina Jirásková nebo Ivana Chýlková.